# Flavocrambus
Flavocrambus é um gênero de mariposa pertencente à família Crambidae.